# Basílica y convento de Nuestra Señora de Monguí
La basílica y convento de Nuestra Señora de Monguí es es un templo religioso católico del siglo XVII de época española, con la advocación mariana de Nuestra Señora en situado en Monguí, Boyacá, en Colombia.

## Historia
La llegada de los primeros franciscanos a Monguí data de 1555. Las obras del conjunto formado por el convento franciscano y la basílica de Nuestra Señora de Monguí se llevaron a cabo en época del virreinato de Nueva Granada, entre 1694 y 1760. En 1702 se constituyó el convento, y la iglesia obtuvo la condición de parroquia en 1712. Se dotó además, con obras de Gregorio Vásquez de Arce y Ceballos.
Fue declarada Monumento Nacional de Colombia en 1975, junto a la ermita de San Antonio y el puente de Calicanto de Monguí.
La restauración y puesta en valor de estos edificios de gran valor cultural e histórico se llevó a cabo de 2010 a 2016 por el ministerio de Cultura.